# Хулларинъярви
Ху́лларинъя́рви (фин. Hullarinjärvi) — озеро на территории Поросозерского сельского поселения Суоярвского района Республики Карелия.

## Общие сведения
Площадь озера — 0,8 км², площадь бассейна — 27,6 км². Располагается на высоте 182,9 метров над уровнем моря.
Форма озера продолговатая, вытянутая с северо-запада на юго-восток. Берега заболоченные.
С севера в озеро втекают несколько небольших ручьёв без названия, берущих начало из болот.
Через водоём течёт река без названия, которая, протекая через озёра Куотилампи, Йокилампи (фин. Jokilampi), Сараярви (фин. Saralampi), Питкяярви, Роуккенъярви и Варпаярви, впадает в реку Койтайоки.
Код водного объекта в государственном водном реестре — 01050000111102000011363.